# Pagode Shwesandaw (Prome)
Pour les articles homonymes, voir Pagode Shwesandaw.
La Pagode Shwesandaw, ou Shwesandaw Paya, est un stûpa de Prome, en Birmanie (Union du Myanmar). C'est un des plus importants lieux de pèlerinage du pays. Elle contiendrait quelques cheveux de Bouddha (son nom signifie Temple d'Or des Cheveux).
Rénovée au XVIIIe siècle, la pagode Shwesandaw est plus haut d'un mètre que la Pagode Shwedagon de Rangoon.